# Kærlighed gør blind
Kærlighed gør blind er en dansk stum romantisk dramafilm fra 1912 produceret af Nordisk Films Kompagni og instrueret af August Blom efter manuskript af I. Christiansen.
Filmen havde premiere i USA den 31. august 1912 under titlen Love is Blind.

## Handling
En baron holder ferie på et badehotel med sin hustru og svigerinde. Baronen tror, at en greve er interesseret i baronens hustru, men greven har interesse i baronens svigerinde. Baronen udfordrer greven til amerikansk duel, d.v.s. en duel i mørke. Ved duellen såres baronen let i hånden. Efter duellen forklarer greven sammenhængen, men baronen vil dog stille sin hustru på en prøve får han vil tro på grevens forklaring. Han får greven til at fortælle, at han har slået baronen ihjel under duellen. Da hustruen bliver sønderknust af nyheden, forstår baronen, at hun er ham tro, og alt ender godt for de to par.